# 韓国の国立公園

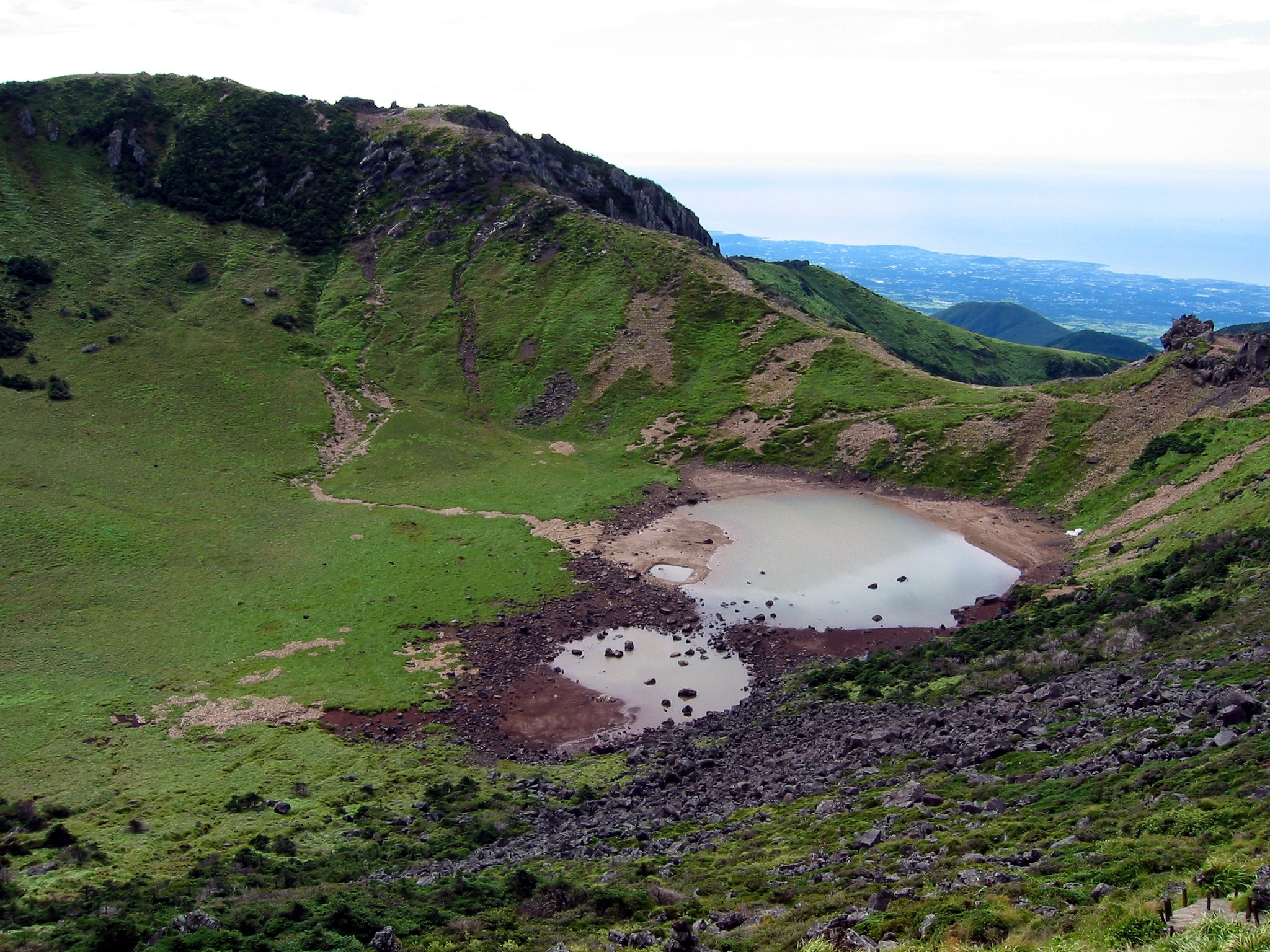
漢拏山国立公園の風景

韓国の国立公園（かんこくのこくりつこうえん、朝鮮語: 대한민국의 국립공원）では、韓国の国立公園を記述する。

## 概要
韓国の国立公園は、ほとんどの形態の開発が禁止されている公有地の保存された区画である。国立公園は国の面積の合計6.6％をカバーし、通常は山岳地帯または沿岸地域に位置している。国内最大の山岳公園は南西部の智異山国立公園で、これは1967年に指定された最初の国立公園でもあった。最大の海洋公園は2,200平方キロメートル以上の面積を持つ多島海海上国立公園であるが、そのほとんどすべてが海面である。最小の国立公園は月出山国立公園で、面積はわずか56.1平方キロメートル（21.7平方マイル）である。
2023年現在、韓国には23の国立公園がある。漢拏山国立公園を除く全ての国立公園は、1987年に設立された国立公園公団によって管理されている。当局は独自の警察も持っていて、以前は建設部の管轄下にあったが、1998年以来環境部の管轄下にある。

## 一覧
韓国の国立公園（2023年7月現在、指定日順）
- 智異山国立公園（1967年12月29日、山岳国立公園）
- 慶州国立公園（1968年12月31日、史跡国立公園）
- 鶏龍山国立公園（1968年12月31日、山岳国立公園）
- 閑麗海上国立公園（1968年12月31日、海上・海岸国立公園）
- 雪岳山国立公園（1970年3月24日、山岳国立公園）
- 俗離山国立公園（1970年3月24日、山岳国立公園）
- 漢拏山国立公園（1970年3月24日、山岳国立公園）
- 内蔵山国立公園（1971年11月17日、山岳国立公園）
- 伽耶山国立公園（1972年10月13日、山岳国立公園）
- 徳裕山国立公園（1975年2月1日、山岳国立公園）
- 五台山国立公園（1975年2月1日、山岳国立公園）
- 周王山国立公園（1976年3月30日、山岳国立公園）
- 泰安海岸国立公園（1978年10月20日、海上・海岸国立公園）
- 多島海海上国立公園（1981年12月23日、海上・海岸国立公園）
- 北漢山国立公園（1983年4月2日、山岳国立公園）
- 雉岳山国立公園（1984年12月31日、山岳国立公園）
- 月岳山国立公園（1984年12月31日、山岳国立公園）
- 小白山国立公園（1987年12月14日、山岳国立公園）
- 辺山半島国立公園（1988年6月11日、山岳国立公園）
- 月出山国立公園（1988年6月11日、山岳国立公園）
- 無等山国立公園（2013年3月4日、山岳国立公園）
- 太白山国立公園（2016年8月22日、山岳国立公園）
- 八公山国立公園（2023年5月23日、山岳国立公園）[3]

## 参照項目
- 国立公園
- 朝鮮半島の国立公園
- 朝鮮民主主義人民共和国の国立公園